# 佐々木泰清
佐々木 泰清（ささき やすきよ）は、鎌倉時代前期の武将。鎌倉幕府の御家人。佐々木義清の次男。通称は隠岐次郎。官位は左衛門少尉、信濃守など。隠岐・出雲両国の守護職。

## 来歴

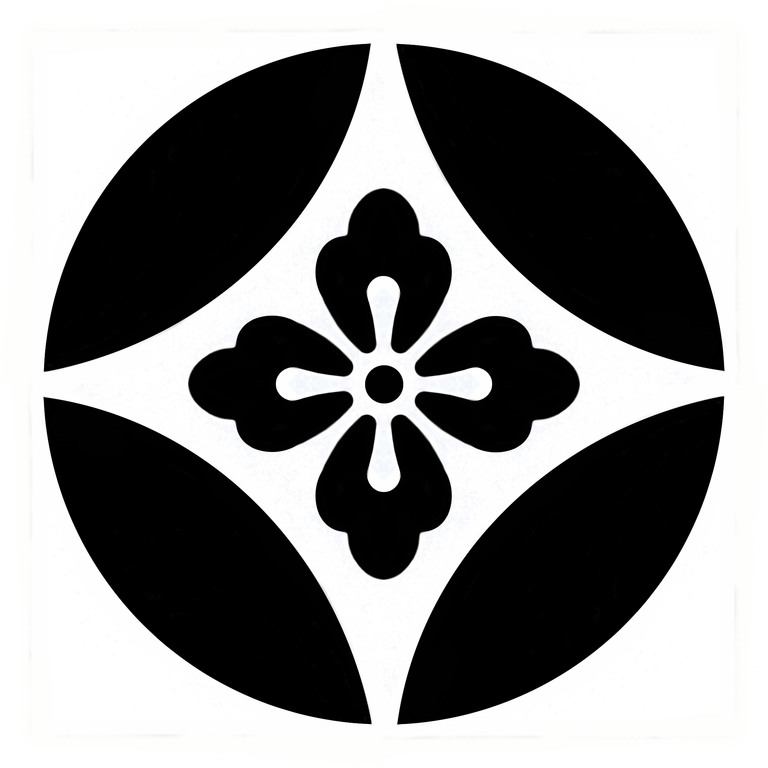
花輪違（七宝に花角）

兄政義が、建長2年12月29日（1251年1月22日）、無断で出家し職掌・所領を没収されたため、兄の跡式である隠岐・出雲両国の守護を継承した。有力御家人との関係を築き、自らも六波羅探題評定衆に列せられる。官位は検非違使、次いで従五位下に叙爵され大夫判官、信濃守に補任された。
弘安元年（1278年）頃、出雲国守護職を三男・頼泰（母・葛西清親の娘）に、弘安5年（1282年）頃、隠岐国守護職を次男・時清（母・大井朝光の娘）にそれぞれ相続させた。泰清は子が多く、子らも各郷邑に分封され、新たに氏を称して繁栄したため、事実上の隠岐・出雲源氏の祖となる。
弘安3年（1280年）頃、病気となりその平癒を祈り、出雲鰐淵寺北院に三重塔の建立を発願した。
弘安5年6月28日（1282年8月3日）逝去。法名泰覚。

## 家族
- 兄：政義
- 本人：泰清
  - 長男：義重（隠岐左衛門尉）
  - 次男：時清（隠岐二郎左衛門）
  - 三男：頼泰（塩冶三郎左衛門）
  - 四男：義泰（富田四郎左衛門）
  - 五男：茂清（佐々木五郎左衛門）
  - 六男：基顕（後藤六郎左衛門）
  - 七男：頼清（佐々木七郎左衛門）
  - 八男：宗泰（高岡八郎左衛門）
  - 九男：義信（古志九郎左衛門）
  - 十男：清村（駒崎十郎左衛門）
  - 十一男：清賀（因幡竪者）
  - 女子：桃井三郎源頼直の妻
  - 女子：佐々木六郎宗経の妻
  - 女子：東六郎左衛門の妻